# Achim von Arnim-Bärwalde
Achim von Arnim-Bärwalde (eigentl. Achim von Arnim; * 24. März 1848; † 8. Februar 1891) war ein deutscher Historienmaler.

## Leben und Herkunft
Achim von Arnim-Bärwalde war ein Enkel des Dichterpaares Achim und Bettina von Arnim. Seine Eltern waren Freimund von Arnim (1812–1863) und dessen Frau Anna geb. von Baumbach (1824–1848).
Nach dem frühen Tod seines Vaters erbte er dessen Güter, insbesondere Schloss und Gut in Wiepersdorf, das er zum Fideikommissgut umwandelte und dessen erster Fideikommissherr er wurde. Da er sich für die traditionellen Berufe seines Standes – Militärdienst oder eine Verwaltungslaufbahn –  nicht interessierte, folgte er  seinen Neigungen und wurde Künstler.
Er ging nach München und begann dort ein Malerleben. Besonders interessierte er sich für die Historienmalerei, in der er immer bekannter wurde und sich einen guten Ruf erwarb. Bald beteiligte er sich an akademischen Kunstausstellungen. So nahm er an den Ausstellungen in Berlin 1876, 1877 und 1881 sowie an der Internationalen Kunstausstellung in Düsseldorf teil.
Bei der Düsseldorfer Allgemeinen Kunstausstellung  fand sein Bild Letzte Augenblicke König Heinrichs IV. von England lobende Beachtung; seine Liebe für Sujets aus der englischen Geschichte machten ihn besonders bekannt. Am 18. Februar 1881 wurde er zum Ehrenritter des Johanniterorden ernannt.
Er blieb unvermählt und ohne Nachfahren. Wiepersdorf mit 1393 ha erbte der Neffe Annois von Arnim-Blankensee und seine Ehefrau Margarete von Schauroth. Später folgte dann wiederum deren Zernickower Neffe Sohn Friedmund von Arnim (1897–1946), der mit Clara von Hagens eine Familie gründete.

## Gestaltung von Schloss und Park Wiepersdorf
Nachdem er seinen Wohnsitz wieder nach Wiepersdorf verlegt hatte, begann er unverzüglich mit der Umgestaltung des Schlosses Wiepersdorf. Er errichtete einen neuen Atelierflügel, den er künstlerisch durch Ausmalung der Decken und Wände gestaltete. In die Türfüllung der Tür zum Atelier malte er ein Selbstporträt. Er ließ ferner 1888/89 eine Orangerie errichten. Gleichzeitig wurde der Park neu gestaltet und mit aus seinen Reisen nach Italien mitgebrachten antiken Statuen aus der römischen und griechischen Sagenwelt und Vasen geschmückt. Nach seinen Plänen wurde die Schlosskirche, allerdings erst nach seinem 1891 erfolgten Ableben, umgebaut. Achim von Arnim-Bärwalde war nicht verheiratet und wurde auf dem Arnim’schen Familienfriedhof neben der Dorfkirche Wiepersdorf beigesetzt.
Seine Malweise hatte sich inzwischen auch heimatlichen Motiven und der Porträtmalerei zugewandt. Als Beispiele gelten hier ein Bild des Schlosses und ein Porträt seiner Großmutter Bettina von Arnim.

## Weitere Literatur
- Verena Nolte: Schloss Wiepersdorf. Wallstein-Verlag, Göttingen 1997, ISBN 3-89244-251-7.
- Petra Heymach, Ingo Erhart: Wiepersdorf. (= Schlösser und Gärten der Mark 144). 2., völlig überarbeitete Auflage. Hrsg. Deutsche Gesellschaft e. V., Berlin 1997.
- Erhart Heymach: Ein Cravaller mit großen Feusten? in: Ulrike Landfester, Hartwig Schultz (Hrsg.): Dies Buch gehört den Kindern. Achim und Bettine von Arnim und ihre Nachfahren. Saint Albin Verlag, Berlin 2003, ISBN 3-930293-61-7.